# Goniaea carinata
Goniaea carinata är en insektsart som beskrevs av Carl Stål 1878. Goniaea carinata ingår i släktet Goniaea och familjen gräshoppor. Inga underarter finns listade i Catalogue of Life.